# カジミェシュ大王法令

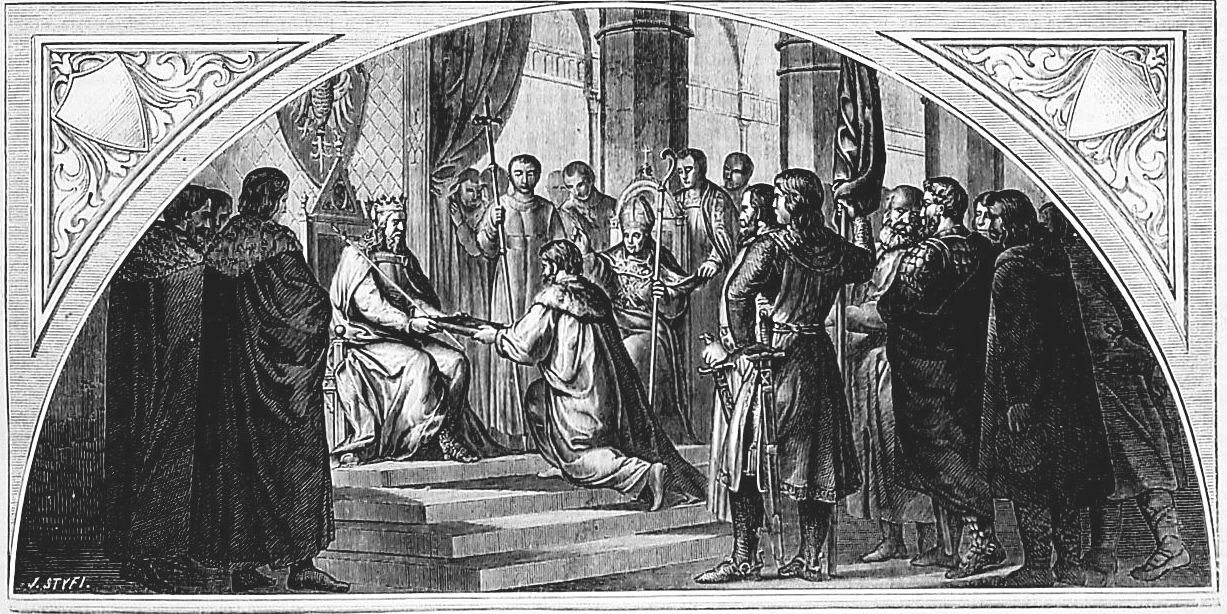
カジミェシュ大王から与えられるビシリツァ法令　（カロル・マルコーニ画）

カジミェシュ大王法令 (ポーランド語: Statuty Kazimierza Wielkiego)またはピョートルクフ・ビシリツァ法令 (ポーランド語: Statuty wiślicko-piotrkowskie) は、ポーランド王カジミェシュ3世（大王）が1346年から1362年にかけてピョートルクフとビシリツァのヴィエツで制定した、ピャスト朝期唯一の明確に法典化された法令集である。

## 背景
ボレスワフ3世クシヴォウスティの遺言状により、ピャスト朝ポーランドは1138年から分裂期に入り、2世紀もの間、ボレスワフ3世時代のポーランドが一人の君主のもとに統一されることはなかった。1320年、諸公国の統合と、ボヘミア王国やチュートン騎士団などの外敵の排除を進めたヴワディスワフ1世がポーランド王位を獲得し、ようやくポーランドは再統一された。彼の息子カジミェシュ3世は、軍事力によらず、巧みな内政と外交によって後に「大王」と呼ばれるほどの名声を得た。特に彼はポーランド各地の法を統一し、国家の統一性と国王権力を強めることに力を注いだ。
国王の強大化を望まない貴族たちなどの抵抗を受け、王国全土を法的に統一しようというカジミェシュ3世の試みは完成しなかったが、ポーランドの二大地域においては望みを果たすことができた。すなわち、ヴィエルコポルスカ（大ポーランド）におけるピョートルクフの法令と、マウォポルスカ（小ポーランド）におけるビシリツァの法令である。

## 時期
法令が出された具体的な時期は分かっていない。とはいえ、ほとんどの内容は1346年から1362年の間のヴィエツで定められたこと、またピョートルクフ・マウォポルスカ両法令が1362年に完成を見たことは確からしい。また、カジミェシュ大王法令として知られる法典でありながらカジミェシュ3世の死後に書かれた部分もあることが分かっており、編纂の功績全てをカジミェシュ3世のものとみなすことはできない。

## 内容
法令集のおよそ三分の二が刑法であり、残りは私法である。
ほとんどの法令は、条文だけでなく、なぜその法律が存在するのかという説明（正当化）が付随しているという特徴がある。
法令はラテン語で書かれている。15世紀前半にポーランド語に、またその後にルーシ語に翻訳された。15世紀後半には印刷されるようになった。

## 後世への影響
カジミェシュ大王法令は、ポーランド初の成文化された慣習法である。後の数世紀にわたってポーランドの法律の基礎となり、文例や判例として影響を及ぼし続けた。またポーランド国家の統一というカジミェシュ3世の目的にも一定の貢献を果たした。